# بنک نورلیوس
بنک نورلیوس (انگلیسی: Benkt Norelius؛ ۲۶ آوریل ۱۸۸۶ – ۳۰ نوامبر ۱۹۷۴) ژیمناست هنری اهل سوئد بود.
وی در مسابقات کشوری و بین‌المللی در مجموع برندهٔ ۱ مدال طلا شده‌است.